# 静岡県東部政令指定都市構想
静岡県東部政令指定都市構想（しずおかけんとうぶせいれいしていとしこうそう）は、静岡県東部に県内第3の政令指定都市を目指す構想である。

## 概要
静岡県の東部地域には政令指定都市は存在せず、その関係上将来を見据えた政令市構想が持ち上がるケースがみられる。
仮に政令指定都市移行が実現した場合、静岡県内には政令指定都市が3市存在することになり、所管事項が少なくなる県は地方自治体としての静岡県（県庁）の権限を縮小させることとなる。一方で、静岡県と静岡市、浜松市を含めた県内各政令指定都市とが共同歩調を取ることで、おのおのが情報収集力・発信力の向上や国政への発言力の増大という利益を享受できる利点がある。

## 1999年からの動き
この当時に検討されていた自治体は、沼津市・三島市・裾野市・御殿場市・伊豆の国市・小山町・函南町・清水町・長泉町（人口約64万人）である。これらの市町長が参加する合併研究会として東部広域都市づくり研究会が1999年11月に発足した。
これらの参加市町が全て合併しても政令指定都市の人口要件である70万人に満たないため、総務省に人口要件の緩和を求めつつ、伊豆半島への範囲の拡大も提案されていた。合併の方法についても、中核市を経るなどして段階的に合併するのか、あるいは一度に合併するのかも検討課題であった。伊豆半島の全ての自治体も含めるという話も浮上していた。
2003年に「2013年の合併、政令指定都市移行」を目標として合意したが、前述の段階的な合併を目指す沼津市などと、枠組み内で一度に合併することを目指す三島市などの対立が続いた。そして2008年2月8日の会合で、会長の斉藤衛沼津市長（当時）が研究会の解散を発表し、構想は白紙となった。

### 解散の経緯
解散に際して斉藤沼津市長（当時）は、「遅々として議論が進まなかった」としている。発足から9年、25回の会合を経ても構想がまとまらなかった原因としては、東部の中心的都市である沼津市と三島市の対立、枠組み内での人口要件を満たせない以上、前述の要件緩和ないし範囲拡大が不可欠になること、財政力の豊かな自治体が多く、合併が推進されない東部地区の事情（平成の大合併に関係した自治体は、函南町以外の田方郡域及び賀茂郡西伊豆町のみ）があると思われる。

### 新たな合併への動き
構想が白紙となった現在、小規模でより現実的な合併への動きを模索する動きがある。
静岡県は県内各地の市町村合併推進構想に際して、沼津市・三島市・裾野市・清水町・長泉町・函南町の3市3町の枠組みを提案しているが、解散の経緯を考慮すると沼津市・三島市双方が関わる合併は実現性に乏しいと思われる。
北部の御殿場市は研究会においても段階的な合併を主張しており、3市3町の枠組みとは別に御殿場市・裾野市・小山町の2市1町での合併に合意している。これらの2市1町が合併した場合の人口は約16.1万人となる。御殿場市は「可能ならば長泉町を含め、特例市への移行を目指したい」としており、住民調査に向けた準備を始めている。（広域合併を細分化することになる）
2008年3月19日、伊豆の国市は伊豆地方12市町での合併を希望し、伊豆地方全市町を合併後に東部地区を含めた広域合併による政令指定都市へ移行することを視野に入れる案を提唱した。

## 2010年代の動き
2010年になると各自治体の長が政令市を目指すという明言をするケースが増え、富士市長は選挙間近の2009年11月には「東部地域が将来どんな都市を目指すのかまだ分からないが、将来、政令都市ができればありがたい」と政令市を目指す旨の発言をしている。また、同じく選挙前に、富士宮市へ合併の意向を積極的に伝えており、「環富士山構想」を打ち出している。これは選挙当選後も一貫して主張している。
2010年3月には、沼津市長による三島・清水・函南首長への呼びかけで、政令指定都市の実現のための合併協議を設置することで合意した。
2010年6月には、富士市長が合併協議に参加する意向を明らかにし、沼津市長からの申し出に対し「協力させていただきたい」と返答したことを定例会見で伝えた。しかし、「環富士山構想」は変えるつもりはないとしている。